# Орден Мапунгубве
Орден Мапунгубве – высшая государственная награда Южно-Африканской Республики.

## История
Много веков назад на севере Южной Африки существовало легендарное королевство Мапунгубве. Мапунгубве имело сложную государственную систему, высокоразвитое сельское хозяйство, горнодобывающую и металлургическую отрасли. Королевство торговало с различными странами, а также отдалёнными государствами, такими как Китай. По данным Департамента археологии университета Витватерсранда Мапунгубве представлял «наиболее развитое общество в южной части Африки». Мапунгубве является основой происхождения народа и культуры Великого Зимбабве.
Орден Мапунгубве, наравне с другими орденами современного ЮАР, был учреждён 6 декабря 2002 года и назван в честь легендарного государства Мапунгубве. 
В основе дизайна ордена лежит археологический артефакт – фигурка носорога из золотой фольги, найденная при археологических раскопках холма Мапунгубве.
Орден присуждается гражданам Южно-Африканской Республики за выдающиеся достижения и исключительные заслуги.
Первым обладателем ордена стал Нельсон Мандела.

## Степени
Первоначально орден имел три степени: (платиновую, золотую, бронзовую), но в 2004 году была добавлена ещё одна, серебряная степень. В настоящее время:
- платиновая —  вручается за исключительные и уникальные заслуги и достижения. Кавалер ордена может использовать постноминальные литеры OMP
- золотая — вручается за исключительные достижения. Кавалер ордена может использовать постноминальные литеры OMG.
- серебряная — вручается за выдающие достижения. Кавалер ордена может использовать постноминальные литеры OMS.
- бронзовая — вручается за отличные достижения. Кавалер ордена может использовать постноминальные литеры OMB.

## Описание
Инсигнии ордена Мапунгубве состоят из трёх элементов:
- Орденского знака, изготовленного из металла в соответствии со степенью, на шейной ленте.
- Миниатюрного знака, изготовленного из металла в соответствии со степенью, на нагрудной ленте.
- Розетки в виде медальона с носорогом, изготовленного из металла в соответствии со степенью.